# Autopistas en Corea del Sur

Red de autopistas de Corea del Sur

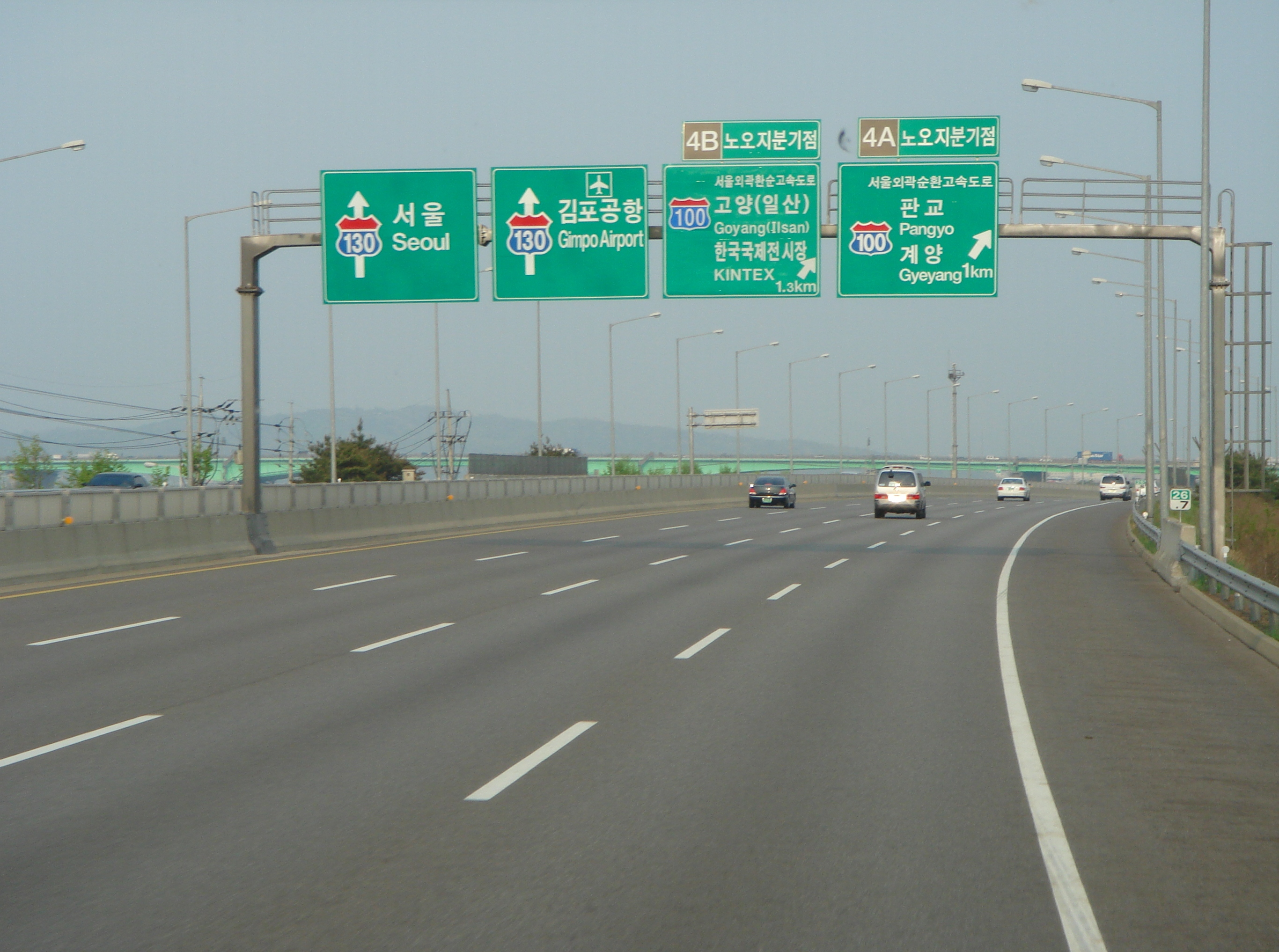
Acercándose a Seúl desde el Aeropuerto de Incheon

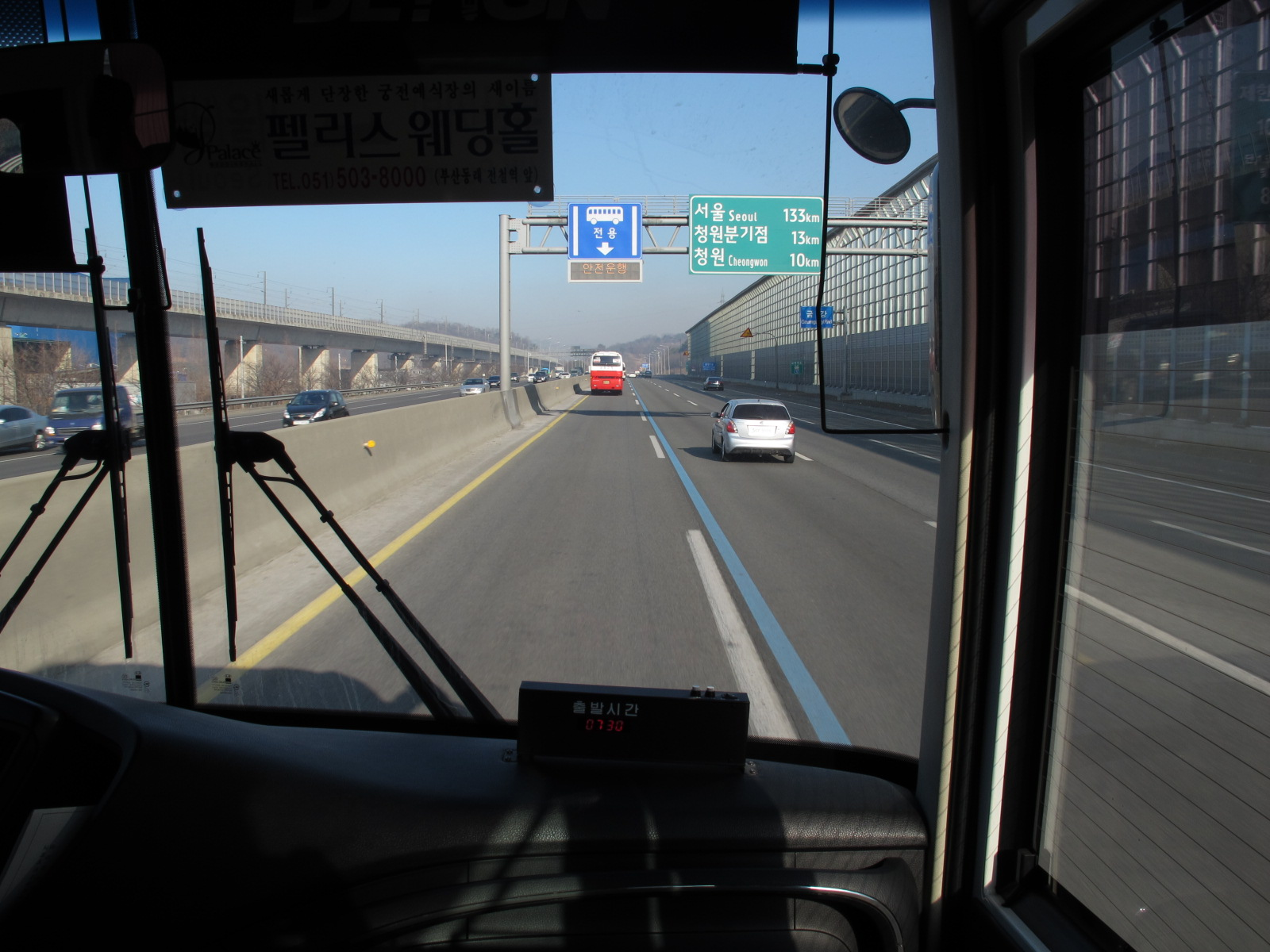
Carril de autobuses en la autopista de Gyeongbu

Las autopistas de Corea del Sur (en hangul, 대한민국의 고속도로; en hanja, 大韓民國의 高速道路; romanización revisada, Daehanmingukui gosokdoro) son operadas por la Corporación de Autopistas de Corea. Originalmente fueron numerados por el orden de construcción. Desde el 24 de agosto de 2001, se han numerado en un esquema algo similar al del Sistema de Autopistas Interestatales en los Estados Unidos. Los iconos de las autopistas de Corea del Sur son notablemente similares a los de los Estados Unidos porque tienen la forma de Rutas numeradas de los Estados Unidos y el color de los escudos interestatales con rojo, blanco y azul, que son los colores de la bandera de Corea del Sur.
- Las rutas arteriales están designadas por números de dos dígitos, con las rutas norte-sur teniendo números impares, y las rutas este-oeste teniendo números pares. Las rutas primarias (es decir, las rutas principales) tienen el 5 o el 0 como último dígito, mientras que las rutas secundarias terminan con otros dígitos.
- Las rutas de las ramas tienen números de ruta de tres dígitos, donde los dos primeros dígitos coinciden con el número de ruta de una ruta arterial.
- Las líneas de cinturón tienen números de ruta de tres dígitos donde el primer dígito coincide con el código postal de la ciudad respectiva.
- Los números de ruta en el rango 70-99 no se utilizan en Corea del Sur; se reservan para designaciones en caso de la reunificación de Corea.
- La autopista de Gyeongbu mantuvo su designación de la Ruta 1, ya que es la primera y más importante autopista de Corea del Sur.

## Lista de autopistas
- Las autopistas que están pintadas de rojo no están abiertas al tráfico.

| #                       | #                             | Tipo                                  | Nombre                                      | Origen                                              | Terminal                                           | Longitud total (km) |
| ----------------------- | ----------------------------- | ------------------------------------- | ------------------------------------------- | --------------------------------------------------- | -------------------------------------------------- | ------------------- |
| 1                       | 1                             | Main                                  | Gyeongbu Expressway                         | Geumjeong District, Busan (Guseo IC)                | Seocho District, Seoul (Yangjae IC)                | 416.1 km            |
| 10                      | 10                            | Este – Oeste Trunk                    | Namhae Expressway                           | Yeongam County, S. Jeolla (W. Yeongam IC)           | Suncheon, S. Jeolla (Haeryong IC)                  | 106.8 km            |
| 10                      | 10                            | Este – Oeste Trunk                    | Namhae Expressway                           | Suncheon, S. Jeolla (W. Suncheon IC)                | Buk District, Busan (Deokcheon IC)                 | 166.3 km            |
|                         | 102                           | Este – Oeste sucursal (of 10)         | Namhae Expressway sucursal 1                | Haman County, S. Gyeongsang (Sanin JC)              | Changwon, S. Gyeongsang (Changwon JC)              | 17.9 km             |
| 104                     | Este – Oeste sucursal (of 10) | Namhae Expressway sucursal 2          | Gimhae, S. Gyeongsang (Nangjeong JC)        | Sasang District, Busan (Sasang IC)                  | 20.6 km                                            |                     |
| 105                     | Sur – Norte sucursal (of 10)  | Namhae Expressway sucursal 3          | Jinhae-gu, Changwon, S. Gyeongsang          | Gimhae, S. Gyeongsang (Jillye JC)                   | 15.3 km                                            |                     |
| 12                      | 12                            | Este – Oeste                          | Muan–Gwangju Expressway                     | Muan County, S. Jeolla (Muan Airport IC)            | Gwangsan District, Gwangju (Unsu IC)               | 41.3 km             |
| 12                      | 12                            | Este – Oeste                          | Gwangju–Daegu Expressway                    | Buk District, Gwangju (Munheung JC)                 | Dalseong County, Daegu (Okpo JC)                   | 176.0 km            |
| 14                      | 14                            | Este - Oeste                          | Hamyang–Ulsan Expressway                    | Hamyang County, S. Gyeongsang                       | Ulju County, Ulsan                                 | 144.6 km            |
| 15                      | 15                            | Sur – Norte Trunk                     | Seohaean Expressway                         | Muan County, S. Jeolla (Mokpo IC)                   | Geumcheon District, Seoul (Geumcheon IC)           | 336.6 km            |
|                         | 151                           | Sur – Norte sucursal (of 15)          | Seocheon–Gongju Expressway                  | Seocheon County, S. Chungcheong (E. Seocheon IC)    | Gongju, S. Chungcheong (W. Gongju JC)              | 61.4 km             |
| 153                     | Sur – Norte sucursal (of 15)  | Pyeongtaek–Siheung Expressway         | Pyeongtaek, Gyeonggi (W. Pyeongtaek JC)     | Siheung, Gyeonggi (Gunja JC)                        | 40.3 km                                            |                     |
| 16                      | 16                            | Este – Oeste                          | Ulsan Expressway                            | Ulju County, Ulsan (Eonyang JC)                     | Nam District, Ulsan (Ulsan IC)                     | 14.3 km             |
| 17                      | 17                            | Sur – Norte                           | Iksan–Pyeongtaek Expressway                 | Iksan, N. Jeolla                                    | Pyeongtaek, Gyeonggi                               | 132.0 km            |
| 17                      | 17                            | Sur – Norte                           | Pyeongtaek–Paju Expressway                  | Pyeongtaek, Gyeonggi (Oseong IC)                    | Paju, Gyeonggi                                     | 109.7 km            |
|                         | 171                           | Sur – Norte sucursal (of 17)          | Osan–Hwaseong Expressway                    | Osan, Gyeonggi (W. Osan JC)                         | Hwaseong, Gyeonggi (Annyeong IC)                   | 2.5 km              |
| Yongin–Seoul Expressway | 171                           | Sur – Norte sucursal (of 17)          | Giheung-gu, Yongin, Gyeonggi (Heungdeok IC) | Seocho District, Seoul (Heolleung IC)               | 22.9 km                                            |                     |
| 173                     | Sur – Norte sucursal (of 17)  | Iksan–Pyeongtaek Expressway sucursal  | Pyeongtaek, Gyeonggi                        | Pyeongtaek, Gyeonggi                                | 5.7 km                                             |                     |
| 20                      | 20                            | Este – Oeste Trunk                    | Saemangeum–Pohang Expressway                | Gimje, N. Jeolla                                    | Wanju County, N. Jeolla                            | 55.1 km             |
| 20                      | 20                            | Este – Oeste Trunk                    | Saemangeum–Pohang Expressway                | Wanju County, N. Jeolla                             | Jangsu County, N. Jeolla (Jangsu JC)               | 36.5 km             |
| 20                      | 20                            | Este – Oeste Trunk                    | Saemangeum–Pohang Expressway                | Dong District, Daegu (Palgongsan TG)                | Buk-gu, Pohang, N. Gyeongsang (Pohang IC)          | 69.4 km             |
|                         | 202                           | Este – Oeste sucursal (of 20)         | Saemangeum–Pohang Expressway sucursal       | Buk-gu, Pohang, N. Gyeongsang                       | Buk-gu, Pohang, N. Gyeongsang                      | 24.0 km             |
| 204                     | Este – Oeste sucursal (of 20) | Saemangeum–Pohang Expressway sucursal | Iksan, N. Jeolla (Iksan JC)                 | Wanju County, N. Jeolla                             | 24.5 km                                            |                     |
| 25                      | 25                            | Sur – Norte Trunk                     | Honam Expressway                            | Suncheon, S. Jeolla (W. Suncheon IC)                | Nonsan, S. Chungcheong (Nonsan JC)                 | 194.2 km            |
| 25                      | 25                            | Sur – Norte Trunk                     | Nonsan–Cheonan Expressway                   | Nonsan, S. Chungcheong (Nonsan JC)                  | Cheonan, S. Chungcheong (Cheonan JC)               | 82.0 km             |
|                         | 251                           | Sur – Norte sucursal (of 25)          | Honam Expressway sucursal                   | Nonsan, S. Chungcheong (Nonsan JC)                  | Daedeok District, Daejeon (Hoedeok JC)             | 54.0 km             |
| 253                     | Sur – Norte sucursal (of 25)  | Gochang–Damyang Expressway            | Gochang County, N. Jeolla (Gochang JC)      | Damyang County, S. Jeolla (Daedeok JC)              | 42.5 km                                            |                     |
| 255                     | Sur – Norte sucursal (of 25)  | Gangjin–Gwangju Expressway            | Gangjin, S. Jeolla                          | Seo District, Gwangju                               | 51.1 km                                            |                     |
| 27                      | 27                            | Sur – Norte                           | Suncheon–Wanju Expressway                   | Suncheon, S. Jeolla (E. Suncheon IC)                | Wanju County, N. Jeolla (Wanju JC)                 | 117.8 km            |
| 29                      | 29                            | Sur – Norte                           | Sejong–Pocheon Expressway                   | Anseong, Gyeonggi                                   | Guri, Gyeonggi (S. Guri IC)                        | 71.1 km             |
| 29                      | 29                            | Sur – Norte                           | Sejong–Pocheon Expressway                   | Guri, Gyeonggi (S. Guri IC)                         | Pocheon, Gyeonggi (Sinbuk IC)                      | 50.6 km             |
| 30                      | 30                            | Este – Oeste Trunk                    | Dangjin–Yeongdeok Expressway                | Dangjin, S. Chungcheong (Dangjin JC)                | Yeongdeok County, N. Gyeongsang (Yeongdeok IC)     | 305.5 km            |
|                         | 301                           | Sur – Norte sucursal (of 30)          | Sangju–Yeongcheon Expressway                | Sangju, N. Gyeongsang (Nakdong JC)                  | Yeongcheon, N. Gyeongsang (Yeongcheon JC)          | 93.9 km             |
| 32                      | 32                            | Este – Oeste                          | Asan–Cheongju Expressway                    | Asan, S. Chungcheong                                | Cheongwon-gu, Cheongju, N. Chungcheong (Ochang JC) | 48.8 km             |
| 35                      | 35                            | Sur – Norte Trunk                     | Tongyeong–Daejeon Expressway                | Tongyeong, S. Gyeongsang (Tongyeong IC)             | Dong District, Daejeon (Biryong JC)                | 215.3 km            |
| 35                      | 35                            | Sur – Norte Trunk                     | Jungbu Expressway                           | Seowon-gu, Cheongju, N. Chungcheong (Nami JC)       | Hanam, Gyeonggi (Hanam JC)                         | 117.2 km            |
| 37                      | 37                            | Sur – Norte                           | Second Jungbu Expressway                    | Icheon, Gyeonggi (Majang JC)                        | Hanam, Gyeonggi (Sangok JC)                        | 31.1 km             |
| 40                      | 40                            | Este – Oeste Trunk                    | Pyeongtaek–Jecheon Expressway               | Pyeongtaek, Gyeonggi (W. Pyeongtaek JC)             | Jecheon, N. Chungcheong (Jecheon JC)               | 127.4 km            |
| 45                      | 45                            | Sur – Norte Trunk                     | Jungbu Naeryuk Expressway                   | Masanhoewon-gu, Changwon, S. Gyeongsang (Naeseo JC) | Yangpyeong County, Gyeonggi (Yangpyeong IC)        | 301.7 km            |
|                         | 451                           | Sur – Norte sucursal (of 45)          | Jungbu Naeryuk Expressway sucursal          | Dalseong County, Daegu (Hyeonpung JC)               | Buk District, Daegu (Geumho JC)                    | 30.0 km             |
| 50                      | 50                            | Este – Oeste Trunk                    | Yeongdong Expressway                        | Namdong District, Incheon (Seochang JC)             | Gangneung, Gangwon (Gangneung JC)                  | 234.4 km            |
| 52                      | 52                            | Este – Oeste                          | Gwangju–Wonju Expressway                    | Gwangju, Gyeonggi (Gyeonggi-Gwangju JC)             | Wonju, Gangwon (Wonju JC)                          | 57.0 km             |
| 55                      | 55                            | Sur – Norte Trunk                     | Jungang Expressway                          | Sasang District, Busan (Samnak IC)                  | Chuncheon, Gangwon (Chuncheon IC)                  | 388.1 km            |
|                         | 551                           | Sur – Norte sucursal (of 55)          | Jungang Expressway sucursal                 | Gimhae, S. Gyeongsang (Gimhae JC)                   | Yangsan, S. Gyeongsang (Yangsan JC)                | 18.1 km             |
| 60                      | 60                            | Este – Oeste Trunk                    | Seoul–Yangyang Expressway                   | Gangdong District, Seoul (Gangil IC)                | Yangyang County, Gangwon (Yangyang JC)             | 150.2 km            |
| 65                      | 65                            | Sur – Norte Trunk                     | Donghae Expressway                          | Haeundae District, Busan                            | Yeongdeok County, N. Gyeongsang                    | 131.8 km            |
| 65                      | 65                            | Sur – Norte Trunk                     | Donghae Expressway                          | Samcheok, Gangwon (Geundeok IC)                     | Sokcho, Gangwon (Sokcho IC)                        | 122.6 km            |
| 100                     | 100                           | Belt                                  | Seoul Ring Expressway                       | Bundang-gu, Seongnam, Gyeonggi (Pangyo JC)          | Bundang-gu, Seongnam, Gyeonggi (Pangyo JC)         | 128.0 km            |
| 110                     | 110                           | Área metropolitana                    | Second Gyeongin Expressway                  | Jung District, Incheon (Airport New Town JC)        | Jungwon-gu, Seongnam, Gyeonggi (Yeosudaero IC)     | 70.0 km             |
| 120                     | 120                           | Área metropolitana                    | Gyeongin Expressway                         | Nam District, Incheon (W. Incheon IC)               | Yangcheon District, Seoul (Sinwol IC)              | 13.4 km             |
| 130                     | 130                           | Área metropolitana                    | Incheon International Airport Expressway    | Jung District, Incheon                              | Deogyang-gu, Goyang, Gyeonggi (Bungno JC)          | 36.5 km             |
| 300                     | 300                           | Belt                                  | Daejeon Surern Ring Expressway              | Yuseong District, Daejeon (W. Daejeon JC)           | Dong District, Daejeon (Biryong JC)                | 20.9 km             |
| 400                     | 400                           | Belt                                  | Capital Region Second Ring Expressway       | Hwaseong, Gyeonggi                                  | Gwangju, Gyeonggi                                  | 62.9 km             |
| 400                     | 400                           | Belt                                  | Capital Region Second Ring Expressway       | Jung District, Incheon (Namhang IS)                 | Gimpo, Gyeonggi (W.Gimpo-Tongjin IC)               | 28.5 km             |
| 400                     | 400                           | Belt                                  | Capital Region Second Ring Expressway       | Gimpo, Gyeonggi (W.Gimpo-Tongjin IC)                | Paju, Gyeonggi                                     | 25.4 km             |
| 400                     | 400                           | Belt                                  | Capital Region Second Ring Expressway       | Paju, Gyeonggi                                      | Yangju, Gyeonggi                                   | 24.8 km             |
| 400                     | 400                           | Belt                                  | Capital Region Second Ring Expressway       | Pocheon, Gyeonggi                                   | Yangpyeong County, Gyeonggi (Yangpyeong IC)        | 46.5 km             |
| 500                     | 500                           | Belt                                  | Gwangju Ring Expressway                     | Gwangsan District, Gwangju                          | Jangseong County, S. Jeolla                        | 10.3 km             |
| 600                     | 600                           | Belt                                  | Busan Ring Expressway                       | Gimhae, S. Gyeongsang (Jinyeong JC)                 | Gijang County, Busan (Gijang JC)                   | 48.8 km             |
| 700                     | 700                           | Belt                                  | Daegu Ring Expressway                       | Dalseo District, Daegu                              | Dong District, Daegu                               | 32.4 km             |

### Esquema de numeración hasta 2001
Un esquema de numeración de las autopistas en Corea del Sur cambió en 2001. Antes de 2001, las carreteras se numeran según el orden de su aprobación (aunque no exactamente igual). La lista que figura a continuación es la de las líneas del antiguo esquema. Obsérvese que el nombre, el origen y la terminación de algunas líneas se cambian con el esquema de numeración.
| Número de ruta | Número de ruta | Nombre de ruta                | Nombre de ruta   | Origen     | Terminal   | Aprobado                 |
| Anteriormente  | Actualidad     | Romanización                  | Coreano          | Origen     | Terminal   | Aprobado                 |
| -------------- | -------------- | ----------------------------- | ---------------- | ---------- | ---------- | ------------------------ |
| 1              | 1              | Gyeongbu                      | 경부선           | Seoul      | Busan      | 8 de abril de 1969       |
| 2              | 120            | Gyeongin                      | 경인선           | Seoul      | Incheon    | 2 de septiembre de 1967  |
| 3              | 25, 251        | Honam                         | 호남선           | Daejeon    | Suncheon   | 21 de abril de 1970      |
| 3-2            | 253            | Gwangju Bypass                | 광주외곽선       | Jangseong  | Damyang    | 27 de agosto de 1997     |
| 4              | 50             | Yeongdong                     | 영동선           | Yongin     | Gangneung  | 31 de agosto de 1971     |
| 5              | 65             | Donghae                       | 동해선           | Sokcho     | Donghae    | 23 de agosto de 1973     |
| 6              | 10, 102        | Namhae                        | 남해선           | Busan      | Suncheon   | 8 de diciembre de 1971   |
| 6-2            | 104            | Namhae 2nd sucursal           | 남해제2지선      | Busan      | Gimhae     | 22 de enero de 1978      |
| 6-3            | 10             | Masan Bypass                  | 마산외곽선       | Changwon   | Haman      | 27 de agosto de 1997     |
| 7              | 45, 451        | Guma                          | 구마선           | Daegu      | Masan      | 19 de marzo de 1976      |
| 8              | 16             | Ulsan                         | 울산선           | Ulju       | Ulsan      | 22 de enero de 1978      |
| 9              | 12             | 88 Olympic                    | 88올림픽선       | Dalseong   | Damyang    | 22 de enero de 1978      |
| 10             | 35             | Jungbu                        | 중부선           | Hanam      | Cheongwon  | 29 de mayo de 1985       |
| 10-2           | 37             | 2nd Jungbu                    | 제2중부선        | Hanam      | Icheon     | 27 de agosto de 1997     |
| 11             | 15, 50, 110    | Seohaean                      | 서해안선         | Incheon    | Muan       | 25 de julio de 1991      |
| 12             | 50             | Singal–Ansan                  | 신갈~안산선      | Yongin     | Ansan      | 14 de julio de 1988      |
| 13             | 300            | Daejeon Surern Ring           | 대전남부순환선   | Daejeon    | Daejeon    | 14 de julio de 1988      |
| 14             | 55             | Jungang                       | 중앙선           | Daegu      | Chuncheon  | 20 de octubre de 1989    |
| 15             | 110            | 2nd Gyeongin                  | 제2경인선        | Anyang     | Incheon    | 25 de julio de 1991      |
| 16             | 15             | Seoul–Ansan                   | 서울~안산선      | Seoul      | Ansan      | 29 de abril de 1992      |
| 17             | 35             | Daejeon–Tongyeong             | 대전~통영선      | Daejeon    | Tongyeong  | 29 de abril de 1992      |
| 18             | 45             | Jungbu Naeryuk                | 중부내륙선       | Yeoju      | Dalseong   | 29 de abril de 1992      |
| 19             | 55             | Busan–Daegu                   | 부산~대구선      | Busan      | Daegu      | 29 de abril de 1992      |
| 19-2           | 551            | sucursal of Busan–Daegu       | 부산~대구선 지선 | Gimhae     | Yangsan    | 29 de abril de 1992      |
| 20             | 130            | Incheon International Airport | 인천국제공항선   | Goyang     | Incheon    | 27 de septiembre de 1993 |
| 21             | 25             | Cheonan–Nonsan                | 천안~논산선      | Cheonan    | Nonsan     | 1 de julio de 1996       |
| 22             | 30             | Daejeon–Dangjin               | 대전~당진선      | Daejeon    | Dangjin    | 1 de julio de 1996       |
| 23             | 30             | Cheongju–Sangju               | 청주~상주선      | Cheongwon  | Sangju     | 1 de julio de 1996       |
| 24             | 40             | Pyeongtaek–Eumseong           | 평택~음성선      | Pyeongtaek | Eumseong   | 27 de agosto de 1997     |
| 25             | 151            | Gongju–Seocheon               | 공주~서천선      | Gongju     | Seocheon   | 27 de agosto de 1997     |
| 26             | 20             | Iksan–Jangsu                  | 익산~장수선      | Iksan      | Jangsu     | 27 de agosto de 1997     |
| 27             | 20             | Gimcheon–Pohang               | 김천~포항선      | Gimcheon   | Pohang     | 27 de agosto de 1997     |
| 27-2           | 20             | sucursal of Gimcheon–Pohang   | 김천~포항선 지선 | Daegu      | Yeongcheon | 27 de agosto de 1997     |
| 101            | 100            | Seoul Ring                    | 서울외곽순환선   | Seongnam   | Seongnam   | 14 de enero de 1988      |

## Restricciones de acceso

### Restricciones de motocicletas

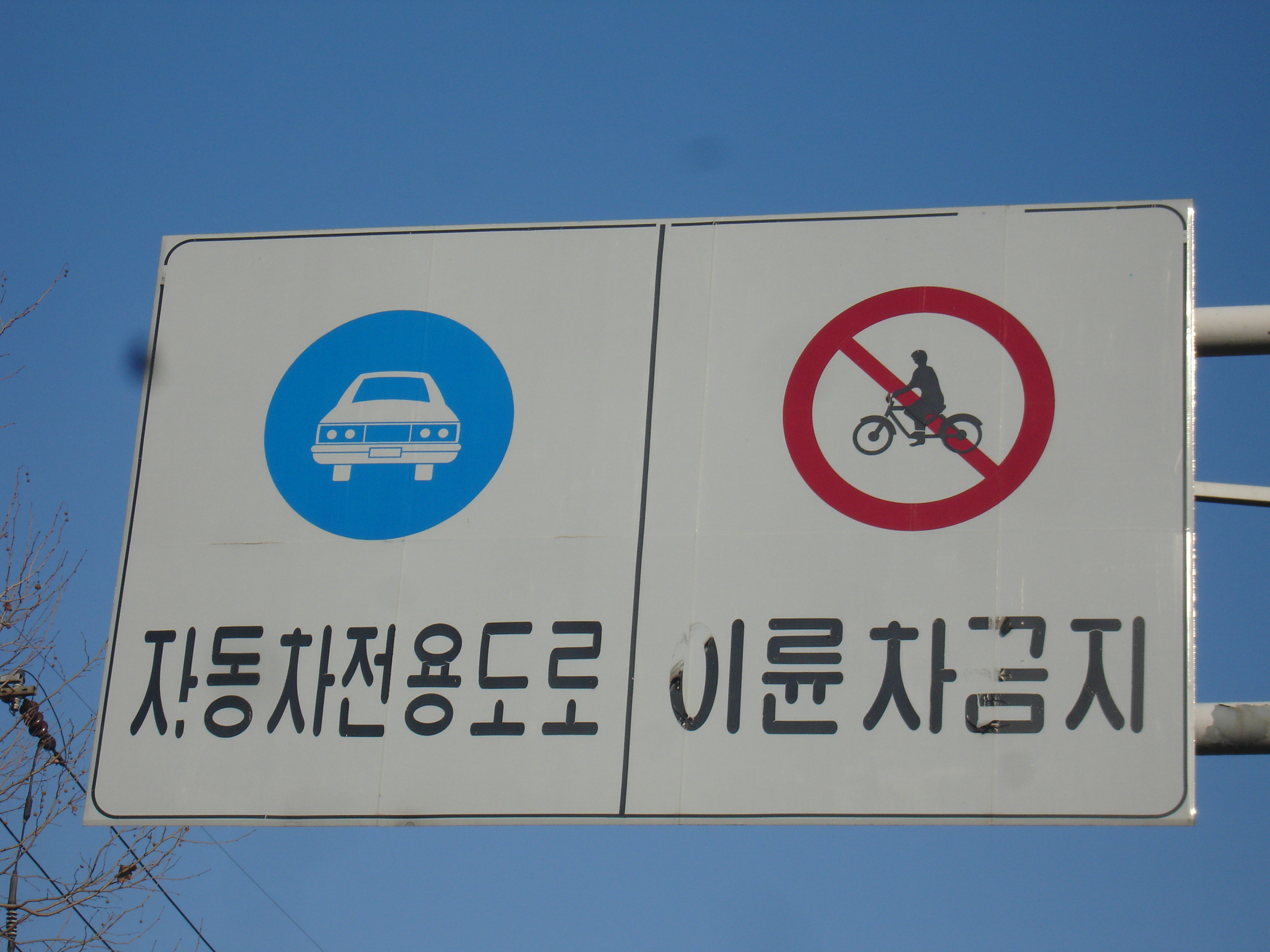
Señal en la entrada de una autopista de Corea del Sur: "Solo autos por el camino; las motocicletas están prohibidas".

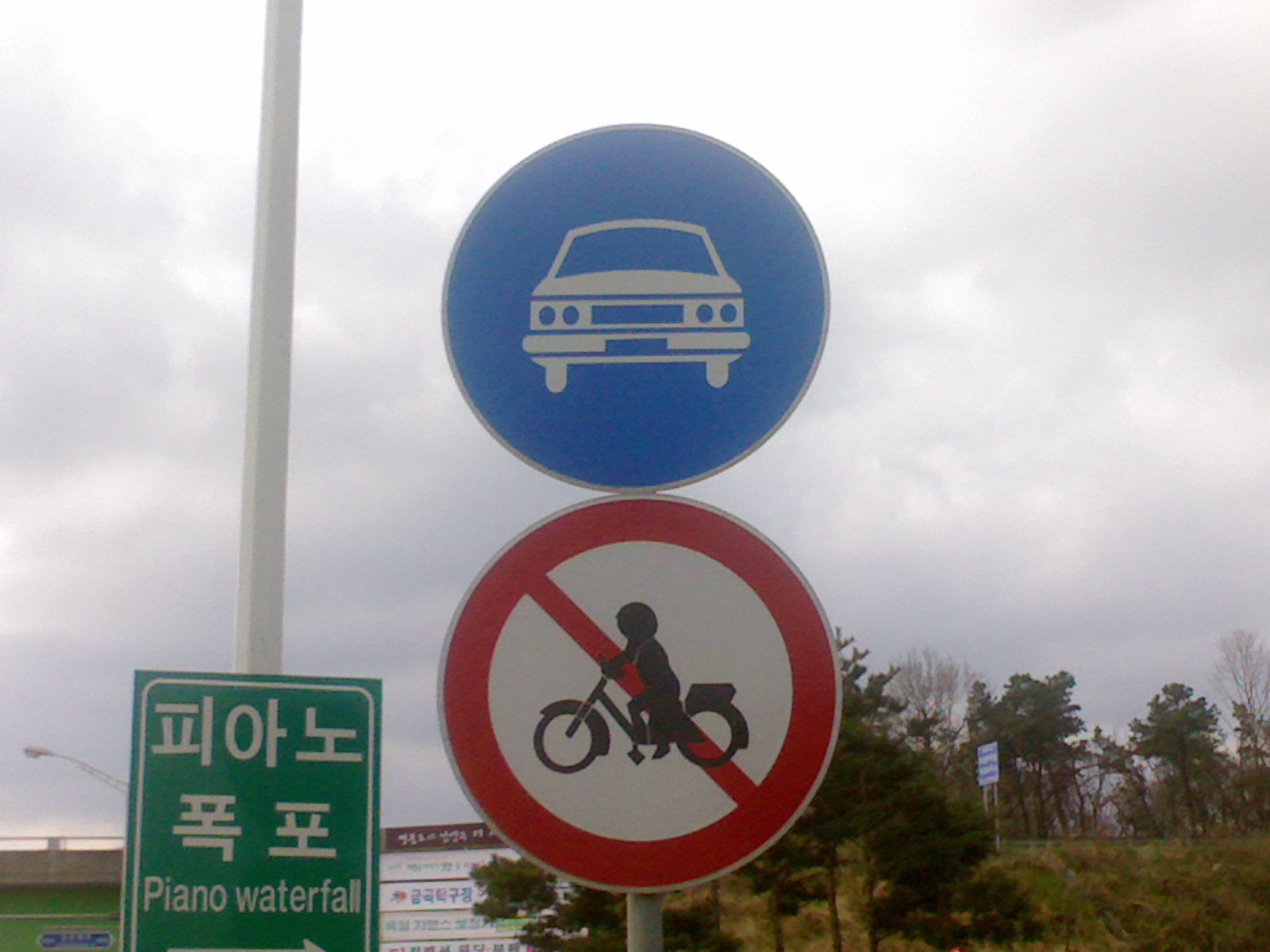
Señal de obligatoriedad de vehículos de motor y de prohibición de motocicletas en Corea del Sur en la entrada de una autopista.

Desde el primero de junio de 1972, todas las motocicletas, excepto las de la policía, tienen prohibido conducir en las autopistas de Corea del Sur, independientemente de su cilindrada. Antes de 1972, se permitían en las autopistas las motocicletas con una cilindrada superior a 250 cc.
Desde el 15 de marzo de 1992, todas las motocicletas, excepto las de la policía, están prohibidas en algunas otras carreteras designadas sólo para vehículos de motor. Estas carreteras están marcadas por una señal circular azul con la silueta blanca de un coche.